# ロステスト
ロステスト（ロシア語: Ростест、英語: Rostest、｢ロシアのテスト｣の意）は、応用計量・認証・臨床検査にかかわるものとしては、ロシア最大の機関である。基本的な目的は製品認証機関、適合性評価、商品のコンプライアンスとセキュリティの公式認定である。対象となる分野は工業、保健衛生、通信システム、商業、国防、資源管理、環境保全など多岐にわたる。
ロステストの専門家は、型式を識別し、測定の方法と検査装置を認証するため、測定器の検査・較正を実施している。
ロステストはモダンな検査方法と近代的な装置を所有している。また、ロステストはロシア連邦でも、外国でも、有数な検査と研究センターと協力している。ロステストの研究室では商品のコンプライアンスとセキュリティの認定を目的にして、必須な認証と自主的な認証の分野の検査が実施されている。

## ロシアの証明書
ロシア連邦の国土において商品を輸出入し販売するためには、適合証明書の作成が必要となる。その証明書には、認定証明書、認定宣言書、免除証書が含まれる。
ロステストの基本的な目的は認定証明書の発行である。ロステストと提携するロシアの公的機関としては、ロシア連邦技術規則・計量庁(Rostekhregulirovaniye)、ロシア非常事態省、ロシア連邦消費者の権利擁護・福祉分野監督庁(Rospotrebnadzor)、ロシア全国認証研究所(VNIIS)がある。
必要な適合証明書を取得した外国メーカーは、そうでない業者に比べてより多くの優位性を持つこととなる。すなわち自社の商品を適合証明書と共に提示できるので、販売業者に対する費用と時間とを節約できる。以前には、ロシア国内の各顧客や販売業者が自ら適合証明書を作成していたが、最近ロシアの顧客はあらかじめ適合証明書がある商品の方を選ぶようになった。
ロステストの認証センターは各メーカーと協力して、様々な認証体系に応じた証明書を作成している。様々な商品のための証明書を発行することによって、どのようなロシアの各顧客や販売業者に対しても、有効な証明書のコピーを提供することを可能にしている。